# بيغغس (كاليفورنيا)
بيغغس (بالإنجليزية: Biggs)‏ هي إحدى مدن مقاطعة بوتي، كاليفورنيا. تم إعطاءها لقب مدينة في 26 يونيو، 1903.

## التركيبة السكانية
حدّد مكتب تعداد الولايات المتحدة بيانات التركيبة السكانية لبيغغس في تعداد الولايات المتحدة. في ما يلي، التركيبة السكانية حسب تعدادي 2000 و2010.

### تعداد عام 2000
بلغ عدد سكان بيغغس 1,793 نسمة بحسب تعداد عام 2000، وبلغ عدد الأسر 571 أسرة وعدد العائلات 450 عائلة مقيمة في المدينة. في حين سجلت الكثافة السكانية 772.8 نسمة لكل كيلومتر مربع (2,001.5/ميل2). وبلغ عدد الوحدات السكنية 613 وحدة بمتوسط كثافة قدره 264.2 لكل كيلومتر مربع (684.3/ميل2).
وتوزع التركيب العرقي للمدينة بنسبة 74.51% من البيض و0.45% من الأمريكيين الأفارقة و1.84% من الأمريكيين الأصليين و0.84% من الأمريكيين ذوي الأصول الآسيوية و18.52% من الأعراق الأخرى و3.85% من عرقين مختلطين أو أكثر و27.55% من الهسبانيون أو اللاتينيون من أي عرق.
بلغ عدد الأسر 571 أسرة كانت نسبة 49.9% منها لديها أطفال تحت سن الثامنة عشر تعيش معهم، وبلغت نسبة الأزواج القاطنين مع بعضهم البعض 60.6% من أصل المجموع الكلي للأسر، ونسبة 13.3% من الأسر كان لديها معيلات من الإناث دون وجود شريك، بينما كانت نسبة 4.9% من الأسر لديها معيلون من الذكور دون وجود شريكة وكانت نسبة 21.2% من غير العائلات. تألفت نسبة 17.2% من أصل جميع الأسر من عدة أفراد يعيشون في نفس المنزل ونسبة 8.9% كانت تتألف من شخص يعيش بمفرده يبلغ من العمر 65 عاماً أو أكثر. وبلغ متوسط حجم الأسرة المعيشية 3.14، أما متوسط حجم العائلات فبلغ 3.55.
بلغ العمر الوسطي للسكان 30.1 عاماً. وكانت نسبة 34.2% من القاطنين تحت سن الثامنة عشر، وكانت نسبة 8.9% بين الثامنة عشر والرابعة والعشرين عاماً، ونسبة 29.3% كانت واقعةً في الفئة العمرية ما بين الخامسة والعشرين والرابعة والأربعين عاماً، ونسبة 17.1% كانت ما بين الخامسة والأربعين والرابعة والستين، ونسبة 10.5% كانت ضمن فئة الخامسة والستين عاماً فما فوق. يوجد لكل 100 أنثى 90.5 ذكر، ويوجد لكل 100 أنثى في الثامنة عشر من عمرها فما فوق 87.6 ذكر.
بلغ متوسط دخل الأسرة في المدينة 33,250 دولارًا، أما متوسط دخل العائلة فبلغ 39,063 دولارًا. وكان متوسط دخل الذكور 32,692 دولارًا مقابل 22,500 دولارًا للإناث. وسجل دخل الفرد الخاص بالمدينة 12,386 دولارًا. وكانت نسبة 11.7% من العائلات ونسبة 17.5% من السكان تحت خط الفقر، وكان من هؤلاء نسبة 20.9% تحت سن الثامنة عشر ونسبة 14% في الخامسة والستين من العمر وما فوق.

### تعداد عام 2010
بلغ عدد سكان بيغغس 1,707 نسمة بحسب تعداد عام 2010، وبلغ عدد الأسر 565 أسرة وعدد العائلات 444 عائلة مقيمة في المدينة. في حين سجلت الكثافة السكانية 735.8 نسمة لكل كيلومتر مربع (1,905.7/ميل2). وبلغ عدد الوحدات السكنية 617 وحدة بمتوسط كثافة قدره 265.9 لكل كيلومتر مربع (688.7/ميل2).
وتوزع التركيب العرقي للمدينة بنسبة 76.27% من البيض و0.64% من الأمريكيين الأفارقة و3.16% من الأمريكيين الأصليين و0.53% من الأمريكيين ذوي الأصول الآسيوية و0.06% من سكان جزر المحيط الهادئ و14.76% من الأعراق الأخرى و4.57% من عرقين مختلطين أو أكثر و33.98% من الهسبانيون أو اللاتينيون من أي عرق.
بلغ عدد الأسر 565 أسرة كانت نسبة 43.5% منها لديها أطفال تحت سن الثامنة عشر تعيش معهم، وبلغت نسبة الأزواج القاطنين مع بعضهم البعض 55.8% من أصل المجموع الكلي للأسر، ونسبة 15.9% من الأسر كان لديها معيلات من الإناث دون وجود شريك، بينما كانت نسبة 6.9% من الأسر لديها معيلون من الذكور دون وجود شريكة وكانت نسبة 21.4% من غير العائلات. تألفت نسبة 16.6% من أصل جميع الأسر من عدة أفراد يعيشون في نفس المنزل ونسبة 7.3% كانت تتألف من شخص يعيش بمفرده يبلغ من العمر 65 عاماً أو أكثر. وبلغ متوسط حجم الأسرة المعيشية 3.02، أما متوسط حجم العائلات فبلغ 3.37.
بلغ العمر الوسطي للسكان 35.1 عاماً. وكانت نسبة 28.1% من القاطنين تحت سن الثامنة عشر، وكانت نسبة 10.8% بين الثامنة عشر والرابعة والعشرين عاماً، ونسبة 23% كانت واقعةً في الفئة العمرية ما بين الخامسة والعشرين والرابعة والأربعين عاماً، ونسبة 27.1% كانت ما بين الخامسة والأربعين والرابعة والستين، ونسبة 10.9% كانت ضمن فئة الخامسة والستين عاماً فما فوق. وتوزع التركيب الجنسي للسكان بنسبة 48.6% ذكور و51.4% إناث.